# Kensuke Fukuda
Kensuke Fukuda (福田 健介?, Fukuda Kensuke; Shizuoka, 24 luglio 1984) è un ex calciatore giapponese, di ruolo difensore.

## Palmarès

### Club

#### Competizioni nazionali
- J. League Division 2: 1

Ventforet Kofu: 2012